# Джироламо Ґрімальді
Джирола́мо Ґріма́льді, в українських джерелах також Єроні́м Ґріма́льді, Єроні́м Гріма́льді, Ієроні́м Ґріма́льді (італ. Girolamo Grimaldi; 15 листопада 1674, Генуя — 18 листопада 1733, Іскія) ― італійський кардинал і католицький архієпископ; апостольський нунцій у Речі Посполитій та Австрії. Головував на синоді Руської Унійної Церкви в Замості (1720).

## Життєпис
Походив з благородної генуезької родини Ґрімальді (з неї походили також князі Монако) з якої вийшли визначні церковні діячі кардинали Джироламо Ґрімальді (1527), Джироламо Ґрімальді-Каваллероні (1643) і Нікола Ґрімальді (1706).
Навчався в Авіньйонському університеті, де 26 червня 1705 року здобув докторський ступінь із цивільного і канонічного права. Отримав нижчі свячення 8 вересня 1708 року, піддияконат 17 березня 1709 і дияконат 19 березня того ж року. У священичий сан поставлений 7 квітня 1709 року і відразу призначений з дипломатичною місією як інтернунцій до Брюсселя.
5 жовтня 1712 року обраний титулярним архієпископом Едеси Осроенської, а 20 грудня призначений на посаду апостольського нунція в Речі Посполитій. Єпископські свячення отримав 9 квітня 1713, призначений асистентом Папського Трону 17 січня 1713, став Апостольським візитатором Вірменської Церкви у Львові 21 червня 1720 року. Від 22 червня того ж року — Апостольський візитатор Руської Унійної Церкви в Речі Посполитій, головував на Замойському синоді (26 серпня—17 вересня 1720 року). 15 листопада 1720 року став Апостольським нунцієм у Австрії.
Піднесений до кардинальської гідності 2 жовтня 1730 року, отримав пурпуру і титул кардинала-священика Санта Бальбіна 3 вересня 1731 року. 11 грудня 1730 року призначений папським легатом до Болоньї на три роки, а пізніше також до герцогства Парми і П'яченци (з 5 жовтня 1731 року).
Під час подорожі на англійському кораблі з Неаполя до Генуї, захворів на хворобу, яка перебігала з тяжкою гарячкою, яка призвела до його смерті 18 листопада 1733 року в Іскії. Його тіло було перевезене до Генуї і поховане в церкві святого Филипа.